# Rafa Lelo
Rafael Jiménez Almazán, también conocido como Rafa Lelo, (Pinos del Valle, 9 de julio de 1947 – Granada, 12 de septiembre de 2020) fue un futbolista español que jugaba de defensa.
Jugó en Primera División con el Granada C. F. y en Segunda División con el Burgos C. F. y el C. D. Tenerife.

## Carrera deportiva
Rafa Lelo comenzó su carrera deportiva en el Recreativo Granada, filial del Granada C. F., en Tercera División en 1966, obteniendo la oportunidad de debutar con el Granada en 1968, aunque no fue hasta la temporada 1971-72 cuando terminó de asentarse en el primer equipo.
En mitad de la temporada 1973-74 se marchó al Burgos C. F., de la Segunda División, y un año después se marchó al C. D. Tenerife, de la misma categoría, retirándose en 1978.

## Clubes
| Club               | País   | Año         |
| ------------------ | ------ | ----------- |
| Recreativo Granada | España | 1966 - 1971 |
| Granada CF         | España | 1968 - 1974 |
| Burgos C. F.       | España | 1974 - 1975 |
| C. D. Tenerife     | España | 1975 - 1978 |